# Купальниця Вальпенсона
«Купальниця Вальпенсона» (фр. La Baigneuse Valpinçon) — картина Жана Огюста Домініка Енгра, написана в 1808 році. Також відома під назвою «Велика купальниця» (La Grande Baigneuse). З 1879 року зберігається в Луврі. Написана в Римі, в період навчання Енгра у Французькій академії, картина спочатку називалася «Жінка, що сидить». Нинішня назва має прізвище одного з колишніх власників — Леонара Вальпенсона.

## Короткий опис
Спочатку картина не зустріла схвалення критиків, однак через п'ятдесят років, коли Енгр вже завоював високу репутацію, брати Гонкури писали, що «сам Рембрандт позаздрив би бурштиновому кольору цього блідого жіночого стану», а науковці Лувру схарактеризували роботу як «шедевр гармонійних контурів і витонченого світла.
Енгр уже писав оголену жіночу натуру раніше, наприклад «Жінку, що купається» 1807 року, проте саме «Велика купальниця» вважається його першим видатним твором на цю тему. Попри схожість композиції, у картині відсутня відверта сексуальність, як у попередній роботі, і вона передає лише спокійну й розмірену чуттєвість.
Шарль Бодлер описав картину як поєднання глибинної хтивості та справжньої цнотливості. Ця суперечність проявляється в різних елементах картини. З одного боку, оберт шиї, вигин спини і ніг підкреслюється спадним зеленим драпіруванням, білою завісою, складками простирадлом і білизни; з другого — їм протиставляються прохолодні тілесні тони купальниці й чорний мармур у нижньому лівому кутку.
Наголошуючи на унікальній манері Енгра у зображенні людського тіла, мистецтвознавець Роберт Розенблюм писав, що картина "викликає відчуття магічного завмирання часу, руху й навіть законів гравітації. Жінка ніби ширяє в повітрі, і її масивні форми дивним чином відкидають земне тяжіння ".
Енгр неодноразово повертався у своїй творчості до образу сидячої спиною оголеної жінки, досягнувши кульмінації його виконання в центральній героїні «Турецьких лазень» (1863), що грає на мандоліні на передньому плані і перегукується за ритмом і тоном з купальницею.